# ماتسکوویتسه
ماتسکوویتسه (به چکی: Mackovice) یک منطقهٔ مسکونی در جمهوری چک است که در ناحیه زنویمو واقع شده‌است. ماتسکوویتسه ۱۱٫۷۹ کیلومتر مربع مساحت و ۳۸۲ نفر جمعیت دارد و ۲۲۸ متر بالاتر از سطح دریا واقع شده‌است.